# Chiesa di Sant'Agata Vergine e Martire (Carpi)
La chiesa di Sant'Agata Vergine e Martire è la parrocchiale nel quartiere di Cibeno di Carpi. Risale al XVI secolo.

## Storia

### Edificio del XVI secolo
La primitiva chiesa dedicata a Sant'Agata nella località di Cibeno, a Carpi, venne eretta nel 1578.
La costruzione fu resa possibile da Simone Papazzini, medico che donò il terreno necessario, e da Gabriele Pattoni, che dotò la chiesa di un piccolo beneficio. 
A partire dal 1644 i parroci della chiesa vennero chiamati rettori e in tempi recenti prevosti.
Nell'area parrocchiale è presente l'oratorio di Sant'Anna.
La chiesa è stata gravemente danneggiata dal terremoto dell'Emilia del 2012.

### Nuova chiesa dedicata alla Santissima Trinità
Negli ultimi decenni del XX secolo si cominciò a pensare ad un nuovo edificio sacro in sostituzione della storica parrocchiale di Sant'Agata. Il progetto venne affidato a Paolo Belloni di Bergamo e fu presentato ai fedeli di Cibeno dal vescovo di Carpi Francesco Cavina.
Il luogo scelto per la sua edificazione è stato individuato nell'area dove sorgeva il cimitero della frazione, a breve distanza dalla chiesa storica. La dedicazione è stata decisa per la Santissima Trinità.
Papa Francesco, nel corso della sua visita alla diocesi di Carpi, in provincia di Modena, nell'aprile 2017, ha benedetto la posa della prima pietra del nuovo edificio.
La nuova chiesa è stata consacrata dall'arcivescovo di Carpi Erio Castellucci l'11 giugno 2022.